# Emil Weiglin
Johann Ludwig Emil Weiglin (* 17. Januar 1841 in Berlin; † 13. November 1901 in Neustrelitz) war ein deutscher Geiger und Konzertmeister.

## Leben
Emil Weiglin trat bereits mit 17 Jahren im Oktober 1858 als Hofmusicus und 1. Geiger in die großherzogliche Hofkapelle am Hof von Mecklenburg-Strelitz ein. 1885 erhielt er den Titel Kammervirtuos und wurde 1899 Konzertmeister des Orchesters.
Weiglin gehörte zum Orchester der ersten Bayreuther Festspiele 1876 mit der Uraufführung des kompletten Rings des Nibelungen an drei Tagen und einem Vorabend. Auch nach der Wiederaufnahme 1882 gehörte er Jahr für Jahr zum Festspiel-Orchester. 
Er wirkte 43 Jahre lang „mit größter Pflichttreue“ in seinem Beruf. Neben seiner Orchestertätigkeit widmete er sich dem Unterricht im Violinspiel und hatte zahlreiche Schüler in der Residenzstadt. Über 33 Jahre lang war er Dirigent des Neustrelitzer Männergesangvereins.
Emil Weiglin war verheiratet mit der sächsischen Schauspielerin Marie Gey (1850–1921). Der Schriftsteller und Redakteur Paul Weiglin (1884–1958) und der Schauspieler und Regisseur Reinhold Weiglin (1873–1940) waren Söhne des Paares.